# Oscarino Costa Silva
Oscarino Costa Silva, legtöbbször egyszerűen Oscarino (Niterói, 1907. január 17. – 1990. szeptember 16.) válogatott brazil labdarúgó, hátvéd.

## Pályafutása
1928 és 1931 között az Ypiranga, 1932 1935 között az America-RJ, 1935 és 1939 között a Vasco da Gama labdarúgója volt. 1940-ben a São Cristóvão csapatában fejezte be az aktív játékot.
Tagja volt az 1930-as uruguayi világbajnokságon részt vevő brazil válogatottnak.

## Sikerei, díjai
Ypiranga
- Fluminense bajnokság
  - bajnok (4): 1928, 1929, 1930, 1931

 America-RJ
- Carioca bajnokság
  - bajnok: 1935

 Vasco da Gama
- Carioca bajnokság
  - bajnok: 1936